# Conducta del cavall

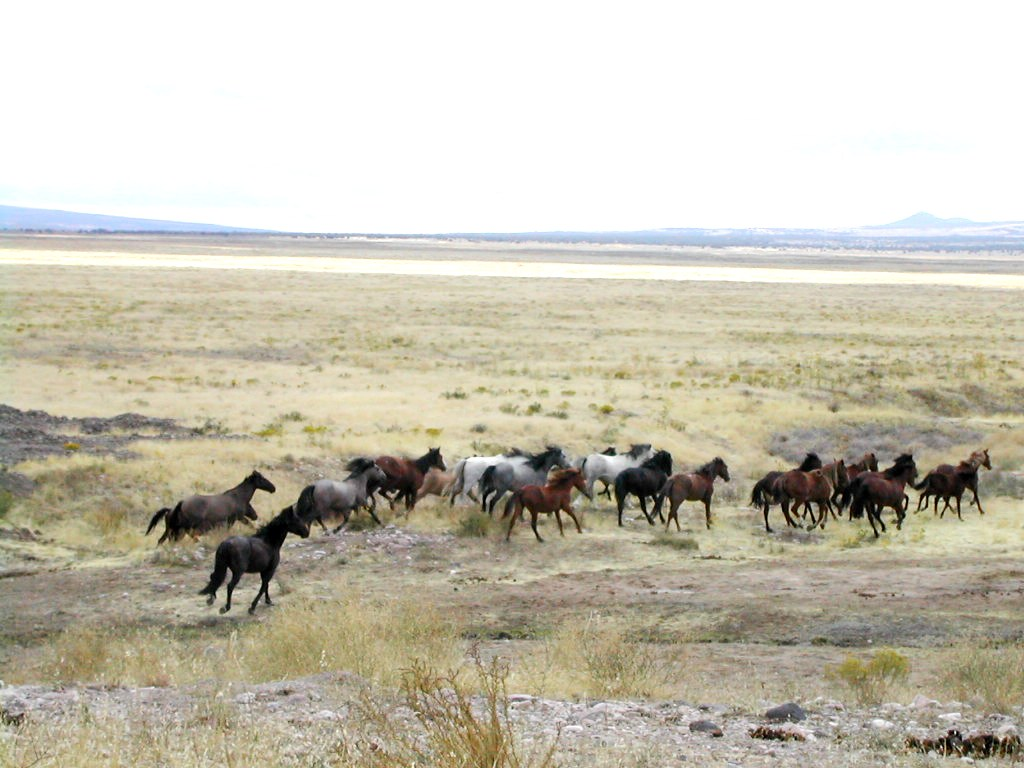
Arment de cavalls mustangs ferals (Utah, 2005)

La conducta del cavall respon molt bé al fet que és un animal del tipus presa amb un instint de lluita-o-fuig molt acusat. La primera resposta a un perill, real o imaginari, és la fugida. Tanmateix, si la mateixa fugida és impossible o l'amenaça va en contra d'un poltre o un integrant de l'arment, un cavall pot defensar-se en lloc de fugir.
A partir de la domesticació del cavall, fa milers d'anys, els humans han escollit els animals més dòcils i algunes races, principalment de tir, són notables en aquest sentit. En altres races hom ha insistit més en altres qualitats desitjables: velocitat, resistència, agilitat,...Sempre mantenint un nivell alt de docilitat.
Els instints dels cavalls poden usar-se en benefici dels humans creant un lligam entre la persona i el cavall. Les tècniques varien però formen part de l'aregament del cavall. Aregament com una versió superior i més completa de l'ensinistrament.
A més de l'instint, cal tenir en compte les particularitats dels sentits del cavall. Un cavall pot percebre com una amenaça o un perill potencial situacions que un humà classifica i considera del tot inofensives. I actuar de forma imprevista per a una persona neòfita.

## El cavall com a animal gregari
Els cavalls són animals gregaris que s'estimen més de viure en grup. Aquest instint social dels cavalls fou desenvolupat per a millorar les probabilitats de supervivència.
En cada ramat hi ha una jerarquia en funció de la major o menor dominància de cada integrant del grup. L'ordre jeràrquic determina l'ordre a l'hora de menjar, beure, aprofitar una ombra o activitats semblants. Aquest comportament s'estén a les seves relacions amb els humans. Un cavall que respecti una persona determinada com un membre del ramat amb una jerarquia més alta tindrà una actitud més adequada envers altres persones. Contràriament, si un cavall està acostumat a comportar-se com a membre dominant sobre una persona, pot adoptar una actitud inadequada amb altres persones.
L'esperit gregari dels cavalls els indueix a crear vincles amb animals altres que els de la seva pròpia espècie, àdhuc els humans. Els cavalls domèstics forçats a viure aïllats poden patir problemes de comportament i tornar-se difícils de manejar. Quan no sigui possible la companyia d'altres cavalls, un cavall necessita la presència d'un poni, un ruc, un gos, un gat, una ovella... Gairebé qualsevol mamífer és adequat.
La presència freqüent amb la persona propietària o que en tingui cura, si el cavall l'arriba a considerar com un membre dominant, pot fer minvar i, gairebé, eliminar la necessitat del veïnatge d'altres animals.

### Comportament en llibertat
Els ramats de cavalls salvatges i cavalls ferals estan formats per petits grups d'individus que viuen junts i comparteixen un territori. Cadascun d'aquests petits arments està format per un semental i un grup d'eugues. El grup està liderat per l'egua dominant. A més d'altres egües, hi ha els poltres i pollins, i cavalls immadurs d'ambdós sexes. Ocasionalment un o dos mascles adults "no dominants" poden conviure amb el grup de forma marginal.
Les petites bandes, grups o arments indicats acostumen a ser de l'ordre d'entre tres o cinc animals, tot i que poden passar de la dotzena en alguns casos. El nombre varia amb el temps. Els mascles que s'aproximen a l'edat madura són expulsats del grup pel mascle dominant. Algunes egües poden canviar de grup. Es poden formar grups provisionals de mascles joves mentre que esperen una oportunitat per a lluitar i liderar, en cas de victòria, una banda pròpia.
S'estima que el nombre mínim perquè una població de cavalls o èquids salvatges (o ferals) sigui viable, (des del punt de vista genètic i en un ecosistema tancat i aïllat com la majoria dels espais en que viuen actualment) és de l'ordre de 150-200 animals.

### Jerarquia
La jerarquia dins d'un ramat augmenta les probabilitats de supervivència en facilitar les relacions dins del grup.
En general la jerarquia és lineal o absoluta. Si el cavall A és dominant sobre B, i B és dominant sobre C, aleshores A és dominant sobre C. En certs casos puntuals, però, C pot ser dominant sobre A a l'hora de competir per a un recurs en particular. La dominància depèn de molts factors, també de la necessitat d'un individu en un moment particular. En aquest sentit la jerarquia pot variar en el decurs del temps. Malgrat això hi ha cavalls que són dominants sempre, en tots els recursos. I animals que se sotmeten sempre.
Les lluites per la jerarquia poden ser molt perilloses. Un guitza ben etzibada pot malmetre una pota i deixar l'animal incapacitat, gairebé condemnat a mort. Un cop establerta la dominància els comportaments agressius són mínims i sovint es limiten a petites accions de control per part del semental i l'egua dominat envers els altres membres del grup. Això estalvia el perill de lluites innecessàries.
El lloc més segur en cas de perill o més confortable en condicions meteorològiques extremes és el centre del grup. Una forma de càstig és l'expulsió temporal o permanent, fora del grup, d'un membre problemàtic.
Els poltres mascles i femelles romanen en el ramat fins a l'edat d'uns dos anys. Segons estudis realitzats, el semental líder els expulsa de la banda un cop arriben a la maduresa sexual. Això evita la reproducció consanguínia.
Les femelles s'uneixen fàcilment en un altre arment. Els mascles hauran de lluitar per a formar el seu propi grup. De forma temporal és fàcil de veure arment de joves sementals solters que s'ajunten per seguretat.

### Paper de l'egua dominant
Contràriament a l'estereotip tradicional (del semental dominant com a cap del ramat), la veritable líder de la banda és l'egua dominant (egua alfa). Normalment es tracta d'una egua d'una edat relativament avançada i amb experiència, amb un bon coneixement del territori i els seus recursos. És la responsable de la seguretat de l'arment de forma general. Quan el grup es desplaça marxa al davant (en sentit figurat; no necessàriament de forma estricta). Decideix la ruta a seguir, el moment de marxar i és la primera que beu en arribar a un abeurador. També tria el millor lloc per a pasturar.

### El rol del semental

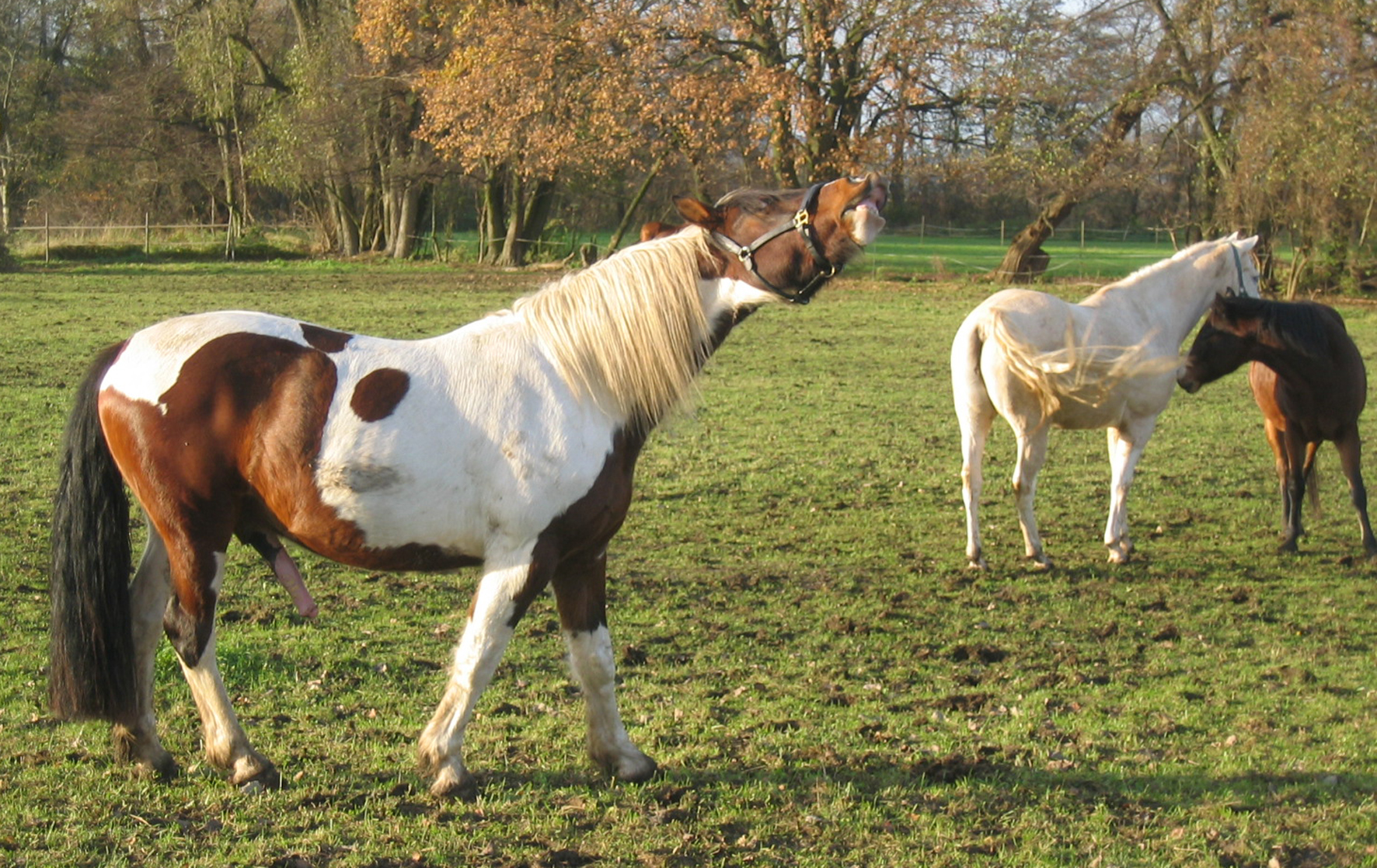
Estaló ensumant a la manera "flehmen", arronsant el llavi superior.

El domini del guarà, la seva àrea de treball, és a la part exterior del ramat. Per a lluitar amb altres mascles que vinguin a disputar-li el lideratge o amb depredadors que vulguin atacar l'arment.
Quan el grup es desplaça, el semental marxa al darrere vigilant. Procurant mantenir el grup unit i curant de la seva seguretat. En època de cobriment els estalons mostren un comportament més agressiu, amatents que cap egua no s'escapi. Fora d'aquesta temporada, l'estaló està molt més relaxat. La forma de controlar el grup és marcant el territori amb les seves deposicions i miccions.
La vida del semental és prou dura i més exposada que la dels altres membres. En qualsevol moment pot ser substituït per un mascle més fort o més hàbil. A vegades tolera la presència d'un mascle jove en una posició perifèrica i marginal, com una mena de successor seu. Sempre corrent el risc que li prengui el paper de líder.

### Proporció entre egües i estalons
Des del punt de vista biològic i a efectes reproductius, n'hi hauria prou amb un estaló per a cada 10-20 egües, sempre que les condicions ambientals fossin favorables. La majoria dels arments són més petits. Un estaló domèstic ben portat pot cobrir més egües que en estat salvatge. Els cavalls llavorers de la raça Pura sang més sol·licitats cobreixen entre 40 i 60 egües cada any emprant el sistema tradicional. Amb l'auxili de tècniques més modernes, algun estaló ha cobert més de 200 egües en una temporada (fent coincidir cada cobriment amb el moment més favorable del cicle estral de cada egua). En teoria la inseminació artificial permet milers de cobriments anuals per a un semental. Per raons econòmiques mai no s'arriba a aquestes xifres.

### Estalons domèstics

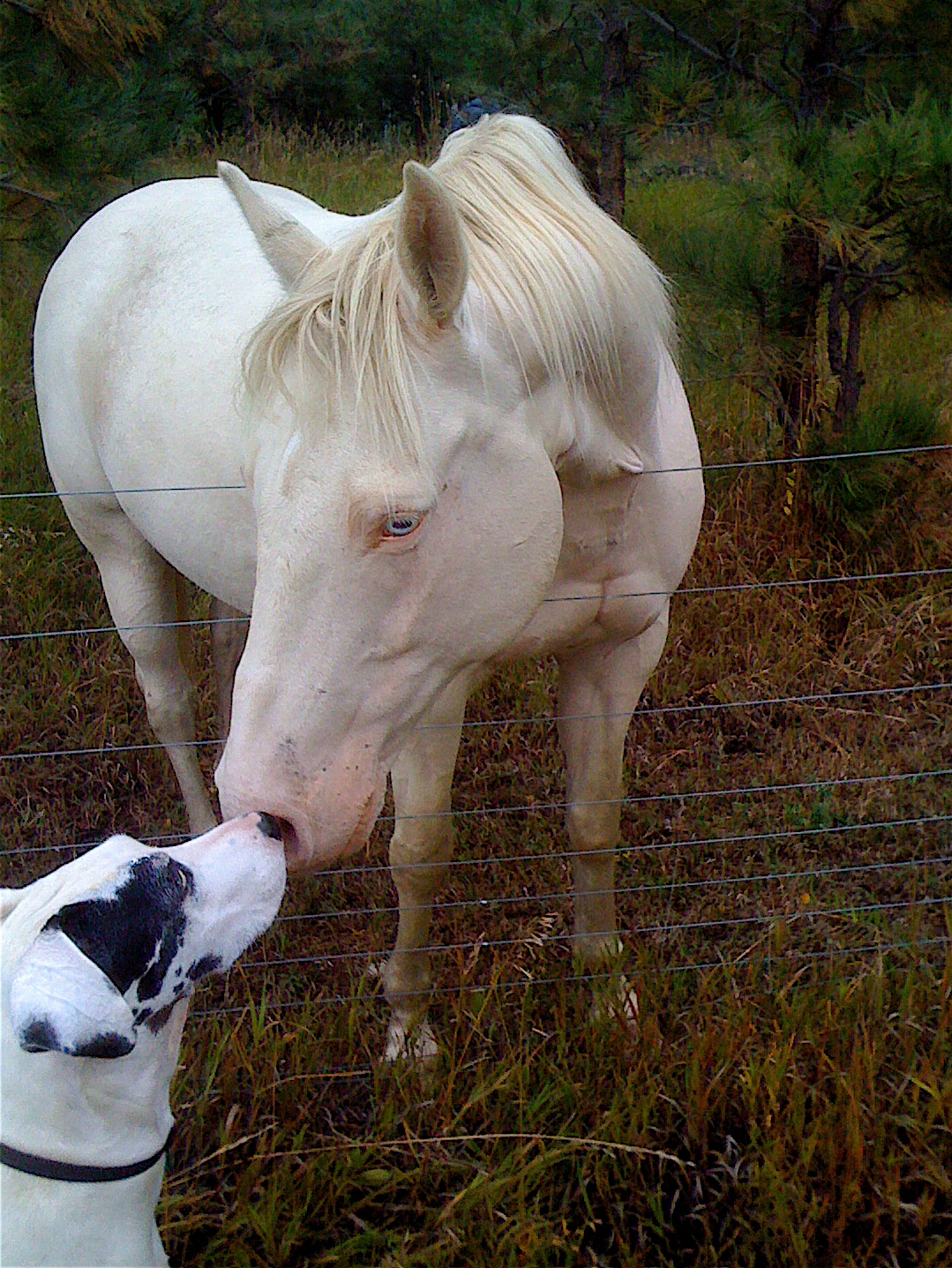
Cavall de pelatge crem i gos de raça gran danès.

El sistema d'alguns criadors és deixar un estaló i un grup d'egües pasturant lliurement en condicions gairebé naturals perquè es reprodueixin per cobriment natural. Els avantatges són considerables: els cavalls lliures estan més sans des del punt de vista psicològic i la mà d'obra humana es redueix molt. D'altra banda el risc de lesions és més gran que amb altres sistemes. Un estaló valuós pot quedar incapacitat i pot passar el mateix amb les egües. Especialment si hi ha animals forasters incorporats al ramat en data recent. En casos particulars de proximitat amb algun estaló aliè als projectes de cria hi pot haver algun cas de paternitat dubtosa.
Un altre sistema emprat és mantenir l'estaló aïllat en un tancat adequat (amb una tanca alta i forta que impedeixi possibles fugides). Si hi ha dos estalons que es poden veure i tocar, separats per una tanca inadequada, és probable que provin de lluitar i prenguin mal. La millor opció és evitar el contacte visual entre estalons. Si això no és possible cal evitar el contacte físic (per exemple, amb una doble tanca i un espai de separació enmig).
Els cavalls estabulats tendeixen a adquirir vicis. En alguns casos dona bons resultats la companyia d'altres animals. com ara un gos, una cabra o un ruquet crestat. El famós semental "Godolphin Arabian" tenia per amic un gat. Hi ha exemples de bona companyonia entre un estaló i un cavall castrat. (Entre "Seabiscuit" i "Pumpkin", sense anar més lluny). O entre un cavall adult i un poltre.
Entre els cavalls ferals hi ha ramats de joves estalons "solters" que conviuen pacíficament i sense problemes temporades llargues. Hi ha casos particulars de cavalls domèstics en els quals es permet un cert contacte i proximitat entre sementals. Per exemple, a l'Escola Espanyola de Viena els estalons viuen en estables propers, s'entrenen junts i viatgen en companyia. Hom acostuma en els estables a separar els animals més dominants amb estalons menys dominants i tranquils.
Un estaló acostumat a viure sol no s'adapta fàcilment a aquest sistema.

### Dominància en els ramats domèstics
El fet d'aïllar els estalons, separant-los dels ramats domèstics comporta que tant les egües com els cavalls castrats puguin ser dominants. La dominància va associada a l'edat i al temperament de cada animal. Els animals més vells acostumen a ser dominants quan les condicions físiques són acceptables. Un animal que s'afebleixi pot perdre la dominància. Hi ha estudis que semblen indicar que la dominància podria ser heretada de la mare o "induïda" (en aquest cas, "imprint" en anglès) per la mare als pollins. Un cavall adult tendiria a lluitar per a adquirir el mateix rang que tenia la seva mare quan ell mateix era pollí i poltre.
Hi ha altres estudis que demostrarien un millor equilibri en ramats liderats per una egua que en altres ramats liderats per un cavall castrat (amb presència d'altres castrats i egües massa joves per a ser dominants).

## Comunicació

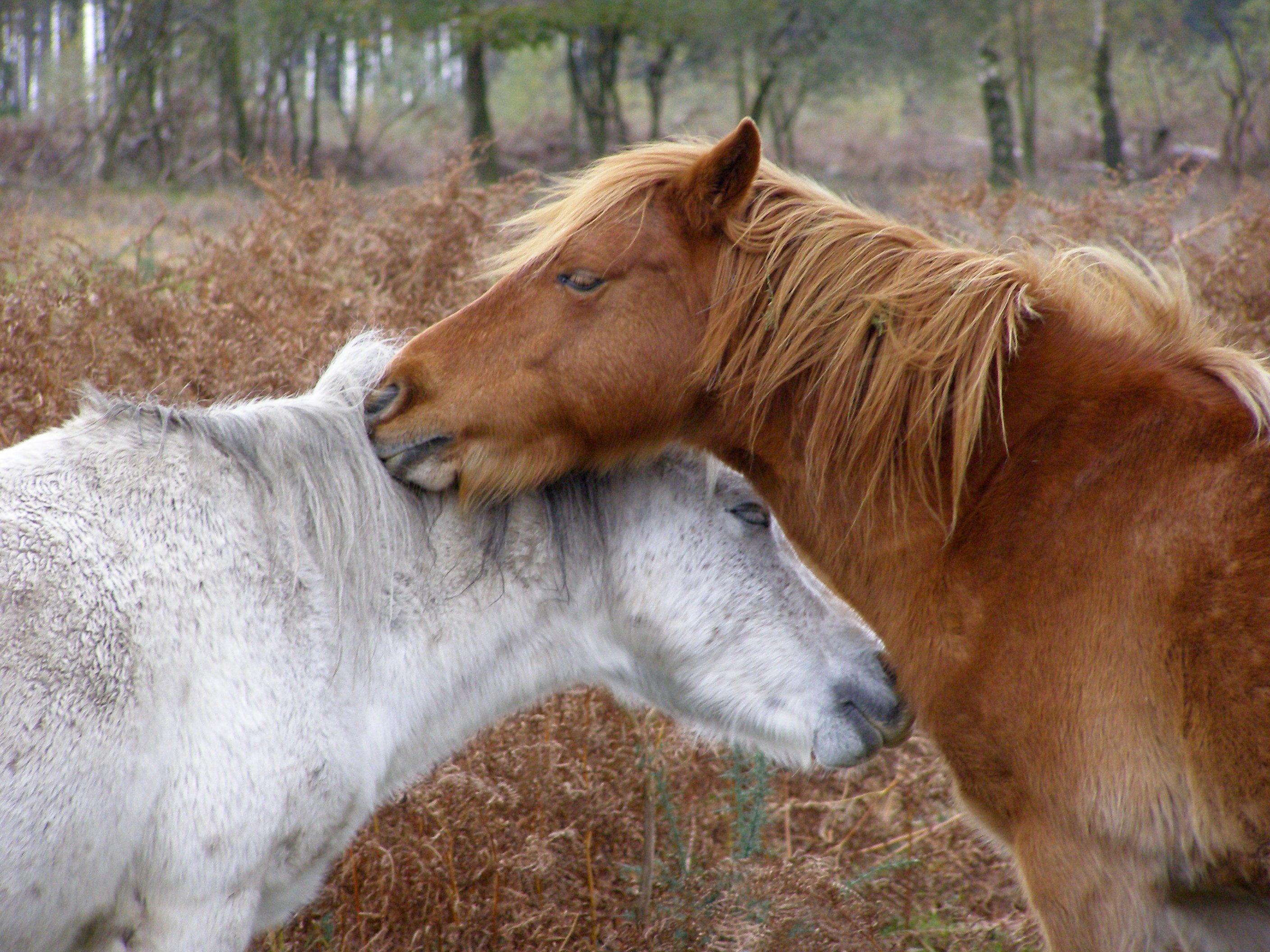
Dos ponis que s'endrecen mútuament.

Els cavalls es comuniquen de diverses maneres. Emetent sons (renillant, bufant, ...), ensumant, tocant i amb el llenguatge del cos.
El llenguatge del cos és, probablement, el principal sistema de comunicació del cavall. Hi ha tot una combinació d'accions (posició de les orelles, inclinació i altura del coll i del cap, moviment de les potes i de la cua) que indiquen clarament l'actitud de l'animal i que li serveixen per a comunicar-se.
La jerarquia del ramat es confirma amb una disciplina constant basada en el llenguatge corporal. Si no n'hi ha prou amb els gestos, es passa al contacte físic (mossegades, guitzes, empentes…). Normalment, l'animal que es desplaça demostra submissió.
Els cavalls poden interpretar el llenguatge corporal d'altres animals, incloent-hi els humans (que els semblen depredadors). Els cavalls domèstics acostumats a les persones no se senten amenaçats, però no deixen mai de banda l'instint primitiu. El comportament dels humans pot ser considerat com un atac o un perill potencial i provocar en els cavalls la resposta de lluitar-o-fugir.
D'altra banda hi ha humans que tenen por dels cavalls i un cavall pot interpretar la seva conducta com una forma de submissió, classificant aquestes persones com a subordinades i mostrant actituds agressives.
Les persones que tracten amb cavalls han de saber interpretar el llenguatge corporal de cada cavall, en tot moment, i adaptar les seves accions de forma conseqüent.
Alguns mètodes d'ensinistrament ensenyen la manera de comportar-se de forma que el cavall consideri la persona com un líder indiscutible, amb disposició de creure les ordres rebudes. Altres mètodes preconitzen el condicionament operant per a ensenyar el cavall a respondre al llenguatge corporal humà, però inclouen l'ensenyament del llenguatge corporal dels cavalls a les persones que hi han de tenir tractes o n'han de tenir cura.
Els sons que poden produir els cavalls són limitats però en tenen 5 de bàsics que usen per a comunicar-se: 
- el renill (acció de renillar, eguinar o aïnar); el cavall indica la seva presència o reconeix la presència d'un altre cavall.[18]
- el grunyit, "nicker" en anglès (el cavall gruny amb les cordes vocals, amb la boca tancada);[19] Es tracta d'un so amistós, de la mare que encoratja el seu poltre o d'un cavall a punt de rebre el pinso. Els cavalls poden grunyir per a manifestar la benvinguda a un humà o un altre animal.
- el brufol o la bufada, "blow" en anglès (un cavall bufa o brufola amb la boca tancada, expelint aire pels narius). So que indica inquietud, mentre un cavall prova d'analitzar un possible perill.
- la rebufada, "snort" en anglès, (el cavall expulsa aire pels narius amb força, fent-les vibrar).[20] Indica alarma. com quan un animal nouvingut s'apropa.
- el xiscle, "squeal" en anglès,[21] Indica amenaça. Dos estalons que no es coneixen i es troben poden xisclar-se i atacar-se tot seguit.

La posició de les orelles és potser el signe més clar de llenguatge corporal en els cavalls. Molt sovint un cavall orientarà les seves orelles cap a la font d'un soroll que vol escoltar i que, a la vegada, està mirant. Com que els cavalls tenen un angle molt petit de visió binocular, l'orientació frontal d'ambdues orelles acostuma a indicar que el cavall està observant cap endavant. Si una orella està encarada al davant i l'altra al darrere, l'atenció auditiva del cavall està dividida. I també la seva atenció visual, aprofitant la visió monocular. Si les dues orelles s'orienten enrere, les atencions visuals i auditives es concentren en la part posterior.
- Egua American Paint en posició atenta i relaxada.
- Les orelles orientades en dues direccions indiquen atenció dividida.
- Cavall avorrit o endormiscat.
- Les orelles tirades enrere indiquen inquietud. Els llavis tensos la disposició de mossegar.

En funció de les particularitats de la visió del cavall, la posició del cap pot indicar el focus d'atenció de l'animal. Per a enfocar un objecte distant, el cavall alçarà el cap. Per a mirar un objecte proper, i especialment si és a terra, el cavall abaixarà el musell i posara el cap en posició vertical (o gairebé vertical). Els ulls desplaçats mostrant part del blanc acostumen a indicar por o enuig -Cal recordar que alguns cavalls, per exemple els Appaloosa, mostren blanc en posició normal-.
El llenguatge corporal, incloent la posició del cap i de les orelles -i altres-, està relacionat amb l'estat emocional del cavall. L'exemple més clar és la situació típica prèvia a un atac: les dues orelles enrere i ben planes contra el cap, i els ulls desplaçats mostrant una mica de blanc.
A vegades les orelles enrere, principalment si van acompanyades d'altres signes -cua remenada amb força i peülles impactant contra el terra- indiquen incomoditat, enuig impaciència o ansietat.
Si les orelles estan parcialment enrere de forma relaxada, el missatge a llegir serà avorriment, fadiga o tranquil·litat. Un coll i cap alçats indiquen que el cavall està amatent i en tensió. Cap cot i coll baix poden indicar relaxació però també cansament o malaltia.
La cua forma part del llenguatge corporal del cavall. Els moviments ocasionals responen sovint a l'ús de la cua com a eina per a espantar insectes. Si els moviments són repetits i bruscos poden indicar por, enuig o dolor. La cua enganxada al cos, "entre les cames", pot indicar fred o dolor. La cua alçada pot indicar excitació o tensió, habitualment amb els signes complementaris de dilatació de narius i atenció visual concentrada en la font o causa del canvi d'ànim indicat.
La boca del cavall no és tan expressiva com la cua però també té la seva importància. Més enllà dels seus usos per a menjar, amanyagar o mossegar.
Mostrar les dents, arronsant els llavis, indica enuig i la possibilitat d'un atac imminent.
Allargar el coll i fer petar les dents pot ser un gest d'apaivagament envers un altre cavall amb comportament agressiu.
L'acció de mastegar amb la boca buida s'interpreta com un acte instintiu destinant a minvar la tensió. Alguns experts ho veuen com un acte de submissió del cavall.
En resposta a una situació de plaer -per exemple: quan una persona o un altre cavall aconsegueixen gratar un punt precís- un cavall pot alçar el llavi superior. Dos animals que s'endrecen mútuament poden repetir aquest gest.
Un cavall molt relaxat o adormit pot mostrar la mandíbula i llavi inferiors fluixos i deixats anar -projectant-los més enfora que el llavi superior-.
L'anomenada resposta Flehmen -amb el coll alçat, el cap horitzontal i el llavi superior arronsat- no és exclusiva dels estalons. Cavalls d'ambdós sexes l'adopten quan volen ensumar millor. Especialment els orins aliens.
En resposta a la vista d'un mos de brida o les mans del genet hi ha tot un seguit de moviments de la boca del cavall que indiquen acceptació o submissió, tensió, o rebuig-resistència.

## Els cavalls i els humans
Els cavalls són animals de costums amb una memòria excel·lent. És imprescindible que els cavalls domèstics rebin un ensinistrament adequat. Un cavall ben ensinistrat des de jove donarà un bon servei. Per contra, si un poltre no s'arega correctament agafarà vicis difícils d'eliminar. Un cavall ben domat pot triplicar el preu de compra. És possible comprar poltres de les millors races no ensinistrats a preus moderats. Un cop aregats i que han demostrat les seves qualitats, els mateixos animals adquireixen el seu valor real.
Els cavalls veuen els humans com a possibles depredadors però, a la vegada, la seva curiositat natural els porta a investigar qualsevol cosa -humans inclosos- que no considerin un perill imminent.
Un cavall domèstic que s'hagi relacionat amb els humans -sense experiències negatives- els considera animals interessants i dignes d'atenció, en principi inofensius. El seu interès rau en la possibilitat que la persona els aporti menjar o els tracti de forma agradable.
Són rars els casos de cavalls domèstics amb comportaments realment dolents, si no és que han estat maltractats o consentits de mala manera. El cas dels estalons és especial. Un estaló té una agressivitat natural i una tendència a mostrar actituds dominants. La seva cura s'ha de reservar a persones expertes.
Cal recordar sempre que un cavall és un animal gros i poderós. El cavall més manso conserva els instints salvatges i pot reaccionar de forma imprevista i sobtada: arrencant a córrer, mossegant, empenyent o tirant una guitza. Totes les precaucions són necessàries. Quan un cavall provoca un accident, encara que sigui involuntari, les conseqüències poden ser molt greus.
La millor manera de treballar amb cavalls és la que es basa en la seva curiositat natural i el seu instint gregari i social. La majoria de mètodes d'ensinistrament procuren que el cavall accepti l'humà cop a membre dominant del ramat. Sempre de manera natural, sense usar la força. Cal que el cavall accepti l'humà com a líder del ramat. I que confii en ell com a responsable demostrat en totes les ocasions.